# Saint-Désiré
Saint-Désiré – miejscowość i gmina we Francji, w regionie Owernia-Rodan-Alpy, w departamencie Allier.

## Demografia
Według danych na rok 1990 gminę zamieszkiwały 442 osoby, a gęstość zaludnienia wynosiła 11 osób/km². W styczniu 2015 r. Saint-Désiré zamieszkiwało 461 osób, przy gęstości zaludnienia wynoszącej 11,5 osób/km².